# Laphria manifesta
Laphria manifesta là một loài ruồi trong họ Asilidae. Laphria manifesta được Walker miêu tả năm 1858. Loài này phân bố ở miền Australasia.